# Kloster St. Scholastika (Tübach)
Das Kloster St. Scholastika steht in der Gemeinde Tübach im Kanton St Gallen in der Schweiz. Die Gemeinschaft St. Scholastika war ein Frauenkloster der Kapuzinerinnen des Dritten Ordens der Franziskaner. Die Gebäude der schon im 15. Jahrhundert in kleinen Gemeinschaften wirkenden Kapuzinerinnen wurden 1616 vom Sankt Galler Abt Bernhard Müller vereinigt und in einem neuen Klostergebäude bei Rorschach angesiedelt. 1905 gab die Gemeinschaft den Standort in Rorschach auf und liess sich in Tübach nieder.

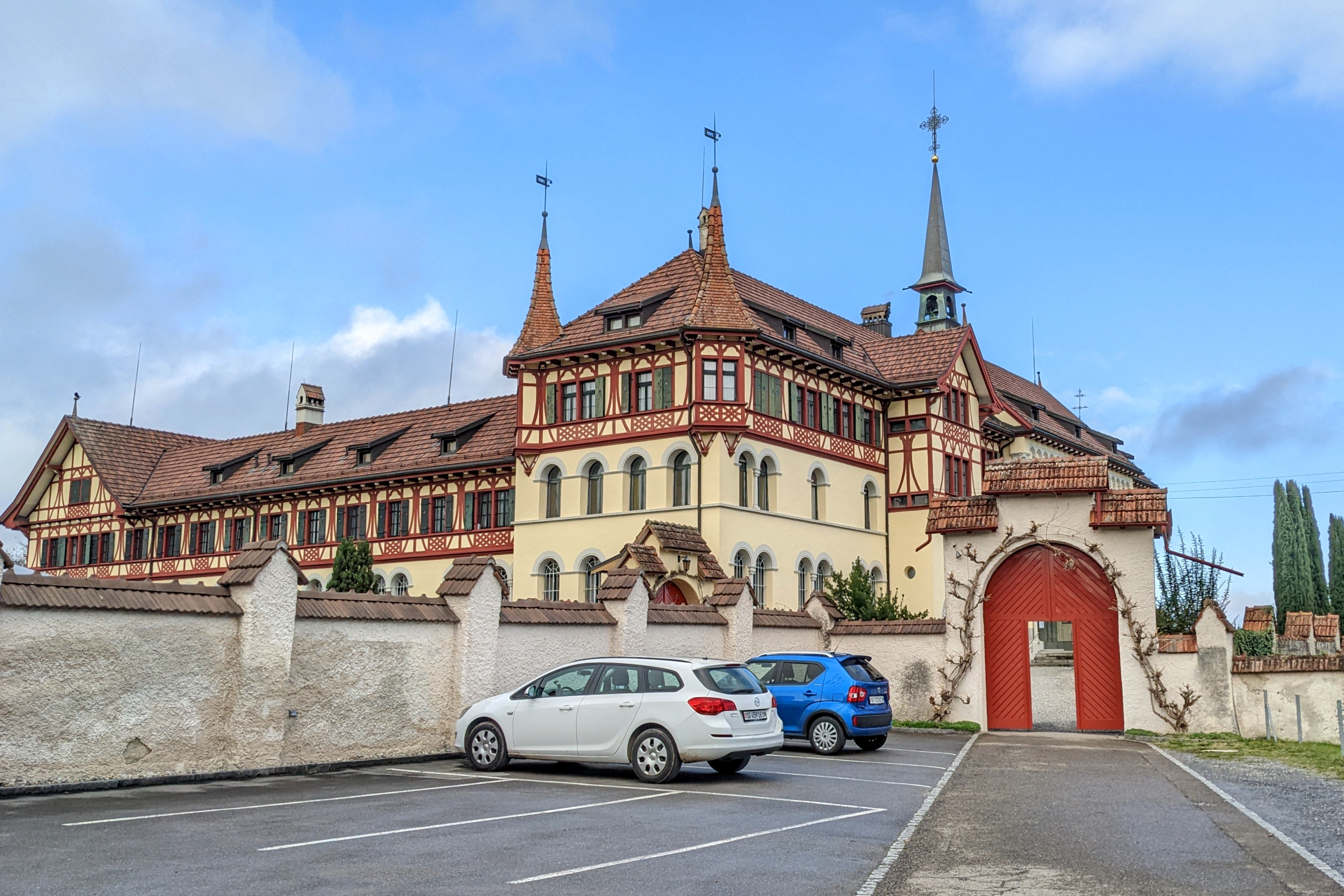
Aufgang zum Kloster St. Scholastika

Im April 2019 schloss das Kloster in Tübach seine Tore und die Ordensfrauen siedelten ins Kloster Notkersegg, ebenfalls in St. Gallen, über. Im Sommer 2020 übernahmen die Schwestern der Familie Mariens durch die Gründung des Vereins Kloster St. Scholastika gemeinsam mit der Kapuzinerinnen die Führung des Klosters.

## Entstehungsgeschichte
Der Grundstein wurde am 24. März 1616 von Fürstabt Bernhard II. Müller gelegt. Damals wurden die Bauarbeiten durch die Fürstabtei St. Gallen koordiniert, das die Arbeit des Werkmeisters Daniel Schlaipfer um die Konstruktionszeichnung beauftragte. Als Baupersonal arbeiteten folgende Fachkräfte:
(...) die Maurermeister Jörg Lumper und Hans Andere (?), die Zimmerleute Meister Matheis (Mathias), Christen (Christian) und Jacob, die Tischmacher Jacob Waldmann (Rorschach), welcher außer der <Visierung> auch große Teile des Mobiliars angefertigt hat, der Schlossmeister Jacob Stiger (St. Gallen) und der Schlosser von Rorschach, der u. a. für <schlauder und gerter Eisen über die Web stuben> bezahlt wird. Kalk lieferten (und verarbeiteten) Franz Bildstein und Baschan Leütty (Sebastian Lüthi), beide aus Bregenz. Daneben tauchen ein Meister Caspar Seliger auf, in Zusammenhang mit Fensterpfetten, Brettern und Steinplatten einer namens Herbonner, namentlich nicht näher bezeichnet werden ein Steinmetz, ein Steinträger, ein Schmied, ein Wagner und ein Sattler.
Schon 1617 nahmen 23 Schwestern an den Arbeiten teil. In den Folgejahren schlossen sich immer mehr Novizinnen an, vor allem aus dem heutigen Baden-Württemberg und Bayern.

## Architektur und Ausstattung
Der Grundriss des Klosters ist dem des Klosters Rorschach sehr ähnlich, insbesondere durch den Klosterflügel. Über die räumliche Organisation des Klosters:

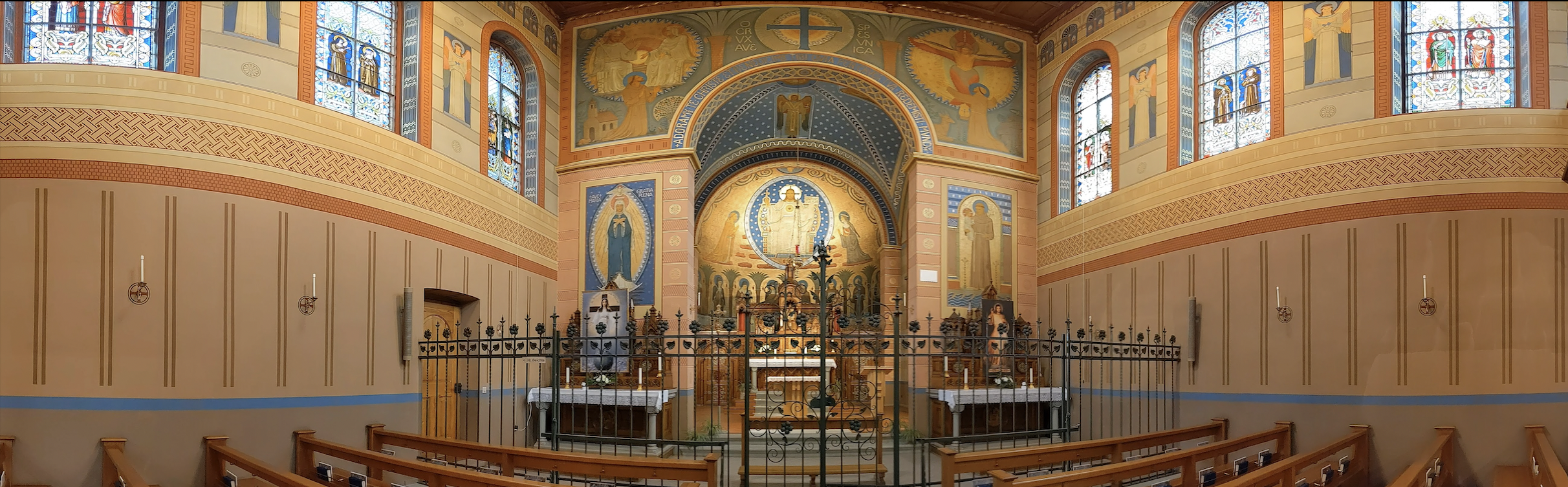
Panoramabild ins Innere der Klosterkirche.

Der über rechteckigem Grundriss erstellte, hohe und mit einer Kassettendecke überdachte Saal wird gegen Norden abgeschlossen durch die stark eingezogene Chorbogenwand (als Triumphbogen aufgefasst) und den daran anschliessenden Chor mit halbrunder Apsis. Hinter dem Hochaltar verbirgt sich die Sakristei (Umlaufsakristei), im Süden der Anlage schiebt sich über Säulen die Empore (sogenannte Nonnenempore mit Orgel) in den Raum vor. Die Säulenkapitelle, die z.T das nord-italienisch-langobardische Flechtbandmotiv als phantasievolle Verzierung zeigen, wiederholen sich im Kirchenraum ebenso als Element der Architektur (vgl. Etwa die Säulenstellung bei der Verbindung zwischen Altarhaus und Betchor; daneben weitere Beispiele im übrigen Klostergebäude) wie die Kassettendecke (Untersicht der Empore, in vereinfachter Form auch die Decke des Betchors).
Im Zeitraum von 1882 bis 1914 arbeitete Martin Knoblauch an verschiedenen Vorprojekten für einen Neubau, ebenso wie der St. Galler Architekt August Hardegger. Aus dieser Zeit stammen die meisten architektonischen Elemente des Baukomplexes, mit Anklängen aus dem Heimatstil, der Neugotik und der Neuromanik, die das Kloster zu einem Vertreter des Historismus machten. Merkmale sind die Rundbogen- und Rundfenstern und neuromanisch durch das Portal.

## Kirchenausmalung der Beuroner Kunst
Das Programm zur Ausmalung der Klosterkirche wurde im Jahr 1905 durchgeführt und orientierte sich an der Theorie der Beuroner Kunstschule. Die verantwortlichen Kirchenmaler wollten eine Umgestaltung von der traditionellen Malerei hin zum Konzept der Kirchenmalerei. Das Bildprogramm orientiert sich daher am Malkonzept der Beuroner Kunstschule, das sich der Symbolik der byzantinischen Kunst und des Hoch- und Hochmittelalters bedient. Die Rezeption dieser Bildsprache wird durch die Darstellung unterschiedlicher Figuren wie Heiligen und Engel und die Wahl der Materialien wie Spiralranken und Goldgrund sichtbar.

Angesichts dieser konzeptionellen Ausrichtung war Martin Knoblauch verantwortlich für das Farbkonzept der Raumausmalung. Das Knoblauchs Bildprogramm führte zur Vorstellung eines christlichen Mittelalters in Verbindung mit der Darstellung Religion. Auch Paulus Krebs (1849–1935) war für eine erneute Stilisierung der Raumausmalung verantwortlich, die durch geometrische und lineare Formen begründet wurde. Krebs Stil orientierte sich auch an der Beuroner Kunstschule, wo er für solche Malkonzepte in Ausführungen in der Erzabtei Beuron und St. Hildegard in Eibingen tätig wurde.

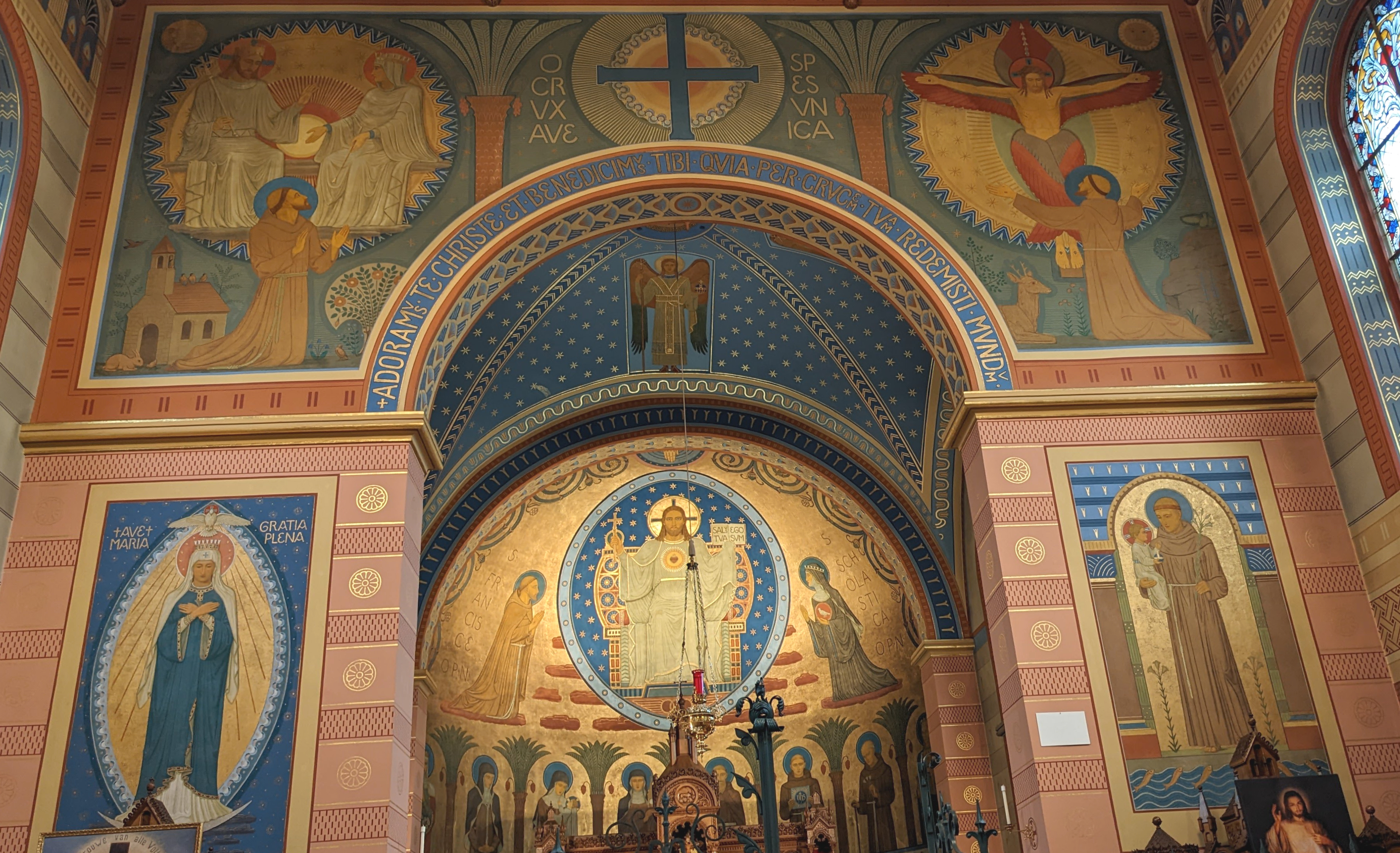
Blick zum Chor.
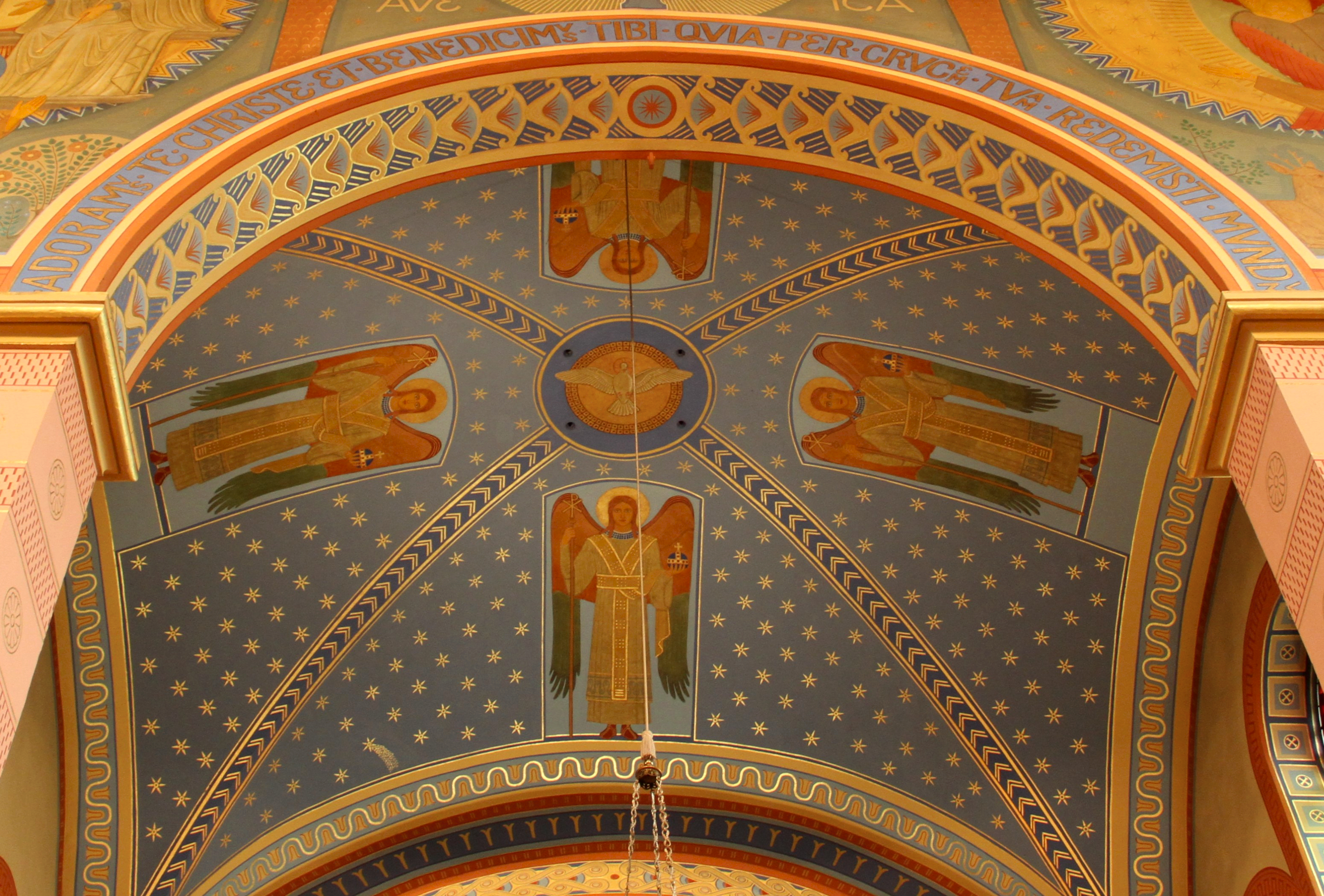
Blick auf die Kuppel.
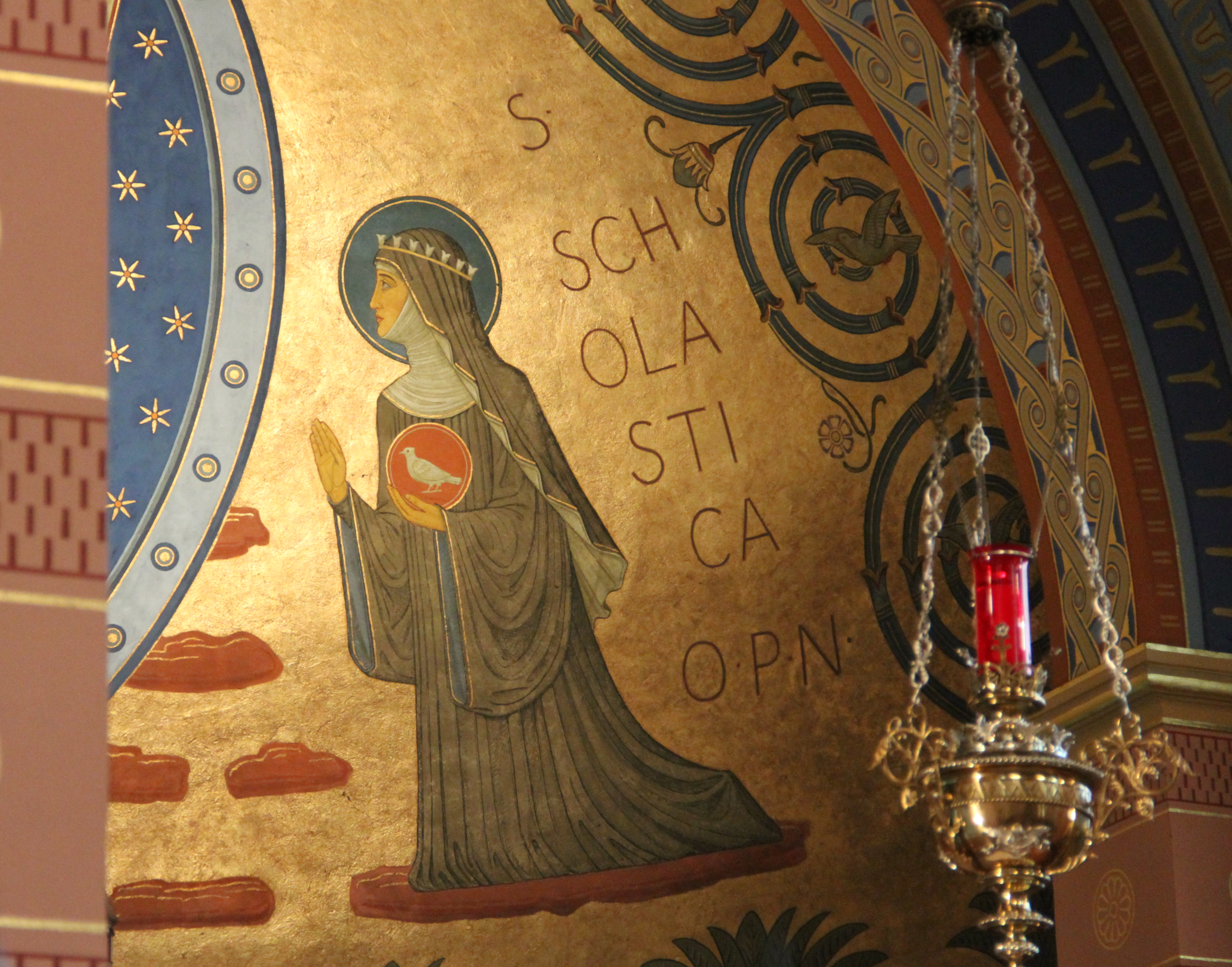
Darstellung von St. Scholastika.
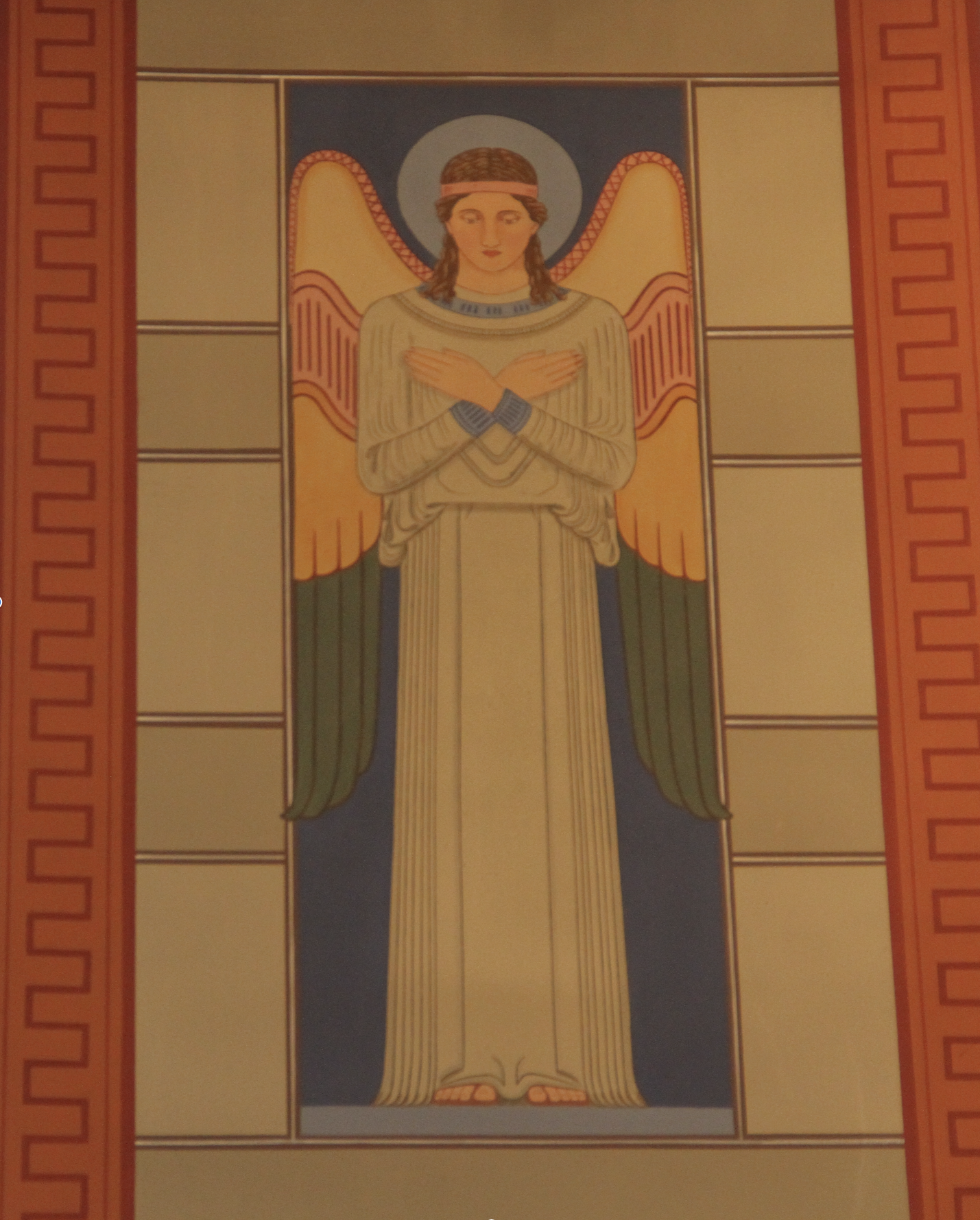
Engel zwischen den Fenstern.

## Kirchenrestaurierung
Im Jahr 1880 wurde das Kloster aussen komplett verputzt. In den folgenden fünf Jahren wurde die Klosterkirche mit Plänen von Martin Knoblauch, dem Architekten Klemens Steiner (1845–1920) und der Ausführung der Bauarbeiten Karl Heinrich Ditscher (1832–1915) renoviert. Auch in den Zeitraum 1883 und 1884 durchführte eine neue dekorative Ausmalung der Klosterkirche von der Kirchenmalern Josef Traub jun. (1860–1934) und Josef Traub sen. (1826–1900).
1997 wurde wieder eine grosse Sanierung der Klosterkirche angekündigt. Als Teil der Restaurierungsarbeiten wurden sowohl die Bodenheizung, Fensterisolation, Beleuchtung und die Erneuerung des Fussbodens komplett saniert als auch das Raum- und Farbkonzept wiederhergestellt.